# Gustavo Hernández
Gustavo Hernández Santana (Ingenio, Las Palmas de Gran Canaria, 17 de noviembre de 1975), conocido como Gus Jackson, es un actor, bailarín, compositor y doble profesional español reconocido internacionalmente por rendir tributo a Michael Jackson desde 1994. A lo largo de su trayectoria ha actuado en países como Alemania, Portugal, Holanda, Suiza, Suecia o Escocia y recibido diversos premios. Está considerado como uno de los mejores dobles de Michael Jackson del mundo.

## Biografía
Comienza a imitar a Michael Jackson en la adolescencia en una compañía de baile en la que despunta con sus imitaciones. Con 17 años se disfraza por primera vez de su ídolo durante el Carnaval de Las Palmas de Gran Canaria 1993 y desde entonces empieza a prepararse a conciencia como doble de Michael Jackson animado por su entorno más cercano y la positiva respuesta del público ante sus apariciones. Por ese entonces cursa estudios de solfeo, piano y coral, los cuales finaliza con éxito.
En 1996 con motivo del HIStory  World Tour en Zaragoza fue grabado por uno de los cámaras personales de Michael Jackson mientras actuaba en plena calle entre los miles de asistentes que esperaban para entrar al único concierto de la gira del artista en España. Estas imágenes serían utilizadas años más tarde por el propio Michael Jackson en sus conciertos en el Madison Square Garden de Nueva York los días 7 y 10 de septiembre de 2001.
En 1997 la multinacional Sony contacta con él para la promoción el disco Blood on the Dance Floor: HIStory in the Mix y posteriormente para la promoción del cortometraje Ghosts (película), estrenado en cines.
En 1999 se alza con el primer premio a la mejor imitación y caracterización en el programa de Televisión Española en Canarias Qué fresco.
En 2003 participa en el Carnaval de Las Palmas de Gran Canaria y en el Carnaval Internacional de Maspalomas, emitido para todo el mundo por TVE Internacional. En los sucesivos años se convierte en uno de los rostros más populares y habituales del Carnaval de Las Palmas.
En 2006 aparece en varios episodios del programa Sé lo que hicisteis... de La  Sexta parodiando a Michael Jackson en diferentes sketch humorísticos. Posteriormente protagoniza varios spots publicitarios emitidos por la misma cadena.
Tras el fallecimiento de Michael Jackson en 2009 su popularidad aumenta y su faceta como doble es requerida en diversos países del mundo entre los que se encuentran Alemania, Portugal, Holanda, Suiza, Suecia o Escocia.
En 2014 celebra 20 años imitando a Michael Jackson. Su gran parecido físico con el artista (posee sus mismas medidas) además de la caracterización del personaje parecen ser las claves de su éxito. Cabe señalar que Gus Jackson diseña su vestuario inspirado en el fondo de armario del propio Michael Jackson para sus propios espectáculos.
El 24 de marzo de 2018 se le hace entrega del premio como Primer imitador de Europa y segundo del mundo por la web MJVIBE.com en una ceremonia celebrada en el Casino Admiral San Roque de Cádiz.
En 2020 comienza la grabación de un documental sobre su vida como doble de Michael Jackson.
En 2021 tras abrir una cuenta en TikTok consigue convertirse en viral a nivel global gracias a diferentes vídeos que dan la vuelta al mundo.
Durante el año 2022 se produce un boom mediático a raíz de un grupo consecutivo de videos virales subidos a sus cuentas de TikTok, Instagram y YouTube, donde cuenta actualmente con más de medio millón de seguidores, entre otros, celebridades como la cantante Thalía.
Concretamente uno de sus videos, donde aparece maquillándose como el "Rey del pop", ha superado hasta la edición de este texto la suma de 70 millones de reproducciones. Tal ha sido la reacción a nivel mundial que la propia hermana de Michael Jackson, La Toya Jackson, ha subido directamente el video a sus redes sociales seguido del comentario "simplemente increíble". Estos videos han llegado tan lejos, que también ha recibido las felicitaciones y el apoyo de Quincy Jones, productor de los álbumes Off the Wall,  Thriller y Bad, entre otros. 
En consecuencia, aparece en numerosos programas de televisión nacionales e internacionales. 
Además, en 2022 se estrena la película Matar cangrejos del director Omar. A. Razzak donde Gus Jackson hace un cameo. 
En 2023 se estrena el documental Another Part of Me del director Iván López, que narra la vida artística de Gus Jackson vinculada a su ídolo, y donde aprovecha para descubrir los entresijos de la visita de Michael Jackson a Tenerife durante el Dangerous World Tour en 1993.
También participa en el documental Adivina quién actuó esa noche, estrenado en el TEA Tenerife Espacio de las Artes y emitido por Televisión Canaria.
En 2024 el documental Another Part of Me es seleccionado en el Harlem International Film Festival de Nueva York. En mayo de ese mismo año comienza su gira latinoamericana en Guatemala.
Actualmente reside en Las Palmas de Gran Canaria y actúa habitualmente en la zona sur de Gran Canaria y en diferentes ciudades de España y Europa con su espectáculo Tribute King of Pop.

## Premios
- Mejor imitación e interpretación (Qué fresco, TVE, 1999)
- Primer premio (Somos los mejores, Televisión Canaria, 2005)
- Mundial Impersonator. Primer imitador de Europa y segundo del mundo  (MJVIBE.com, 2018)
- Mérito Artístico  (Premio Tú eres mi héroe, 2025)